# Distretto di Sacsamarca
Il distretto di Sacsamarca è uno dei quattro distretti della provincia di Huanca Sancos, in Perù. Si trova nella regione di Ayacucho e si estende su una superficie di 673,03 chilometri quadrati.

Istituito l'11 novembre 1961, ha per capitale la città di Sacsamarca; nel censimento del 2005 contava 2.118 abitanti.